# Перцов, Константин Петрович
Константин Петрович Перцов (1827—1913) — российский государственный деятель, вице-губернатор Пензенской губернии.

## Биография
Родился 25 марта (6 апреля) 1827 года в Казани, в многодетной семье отставного (с 1801) поручика помещика Петра Алексеевича Перцова (1778—1830), происходившего из дворян Воронежской губернии. В семье было восемь сыновей: Эраст (1804—1873), Платон (1813—?), Виктор (1814—?), Николай (1816 — после 1855), Александр (1819—1896), Владимир (1822—1877), Пётр (1824/1825 — не ранее 1895) и Константин. Известность приобрели его племянники Пётр Петрович (1868—1947) и Пётр Николаевич (1857—?) Перцовы. Отец имел в Казани каменный двухэтажный дом и шесть каменных одноэтажных лавок.
В 1848 году окончил Казанский университет и с 13 января 1849 года служил в Казани губернским секретарём в канцелярии военного губернатора. В 1861—1870 годах был советником губернского правления в Вятке.
С февраля 1870 по 1902 год занимал должность Пензенского вице-губернатора. Получил чин действительного статского советника 8 апреля 1873 года. Состоял членом губернских присутствий, комитетов и комиссий: губернского по крестьянским делам присутствия, губернского правления, непременным членом губернского статистического комитета, членом губернского по городским делам присутствия, губернского по воинской повинности присутствия, директором губернского попечительного о тюрьмах комитета. В 1889 году в губернском статистическом комитете занял должность помощника председателя. В 1901 году был избран почётным членом Пензенской губернской учёной архивной комиссии.
Был награждён российскими орденами до ордена Св. Станислава 1-й степени (1879), ордена Св. Анны 1-й степени (1882) и ордена Св. Владимира 2-й степени (1891) включительно.
Почетный гражданин города Пензы с июня 1895 года. В средних учебных заведениях Пензы была учреждена стипендия имени К. П. Перцова.
Был женат на Антонине Семёновне; у них сын — Владимир (23.01.1857—?).
Умер 11 декабря 1913 года[по какому календарю?].